# Ayrton Preciado
Eduar Ayrton Preciado García (* 17. Juli 1994 in Esmeraldas) ist ein ecuadorianisch-spanischer Fußballspieler.

## Karriere

### Verein
Er startete seine Karriere in der Jugend von Juventus de Esmeraldas, aus dessen U20 er im April 2010 in die von Deportivo Quito wechselte. Von dort rückte er zur Saison 2011/12 fest in die erste Mannschaft auf. Zur Saison 2013/14 wechselte er nach Portugal, wo er sich dem CD Trofense anschloss. Nach einer Saison wechselte er zum Leixões SC und kehrte zur Saison 2015/16 in sein Heimatland zurück, wo er für den SD Aucas spielte. Im Januar 2017 schloss er sich dem CS Emelec an und seit der Spielzeit 2018/19 steht er in Mexiko bei Santos Laguna unter Vertrag.

### Nationalmannschaft
Sein Debüt in der ecuadorianischen Nationalmannschaft hatte er am 22. Februar 2017 bei einem 3:1-Freundschaftsspielsieg über Honduras, als er in der Startelf stand und zur 63. Minute für Bryan Cabezas ausgewechselt wurde. Später im Jahr wurde er in weiteren Freundschaftsspielen und einmal bei der Qualifikation für die Weltmeisterschaft 2018 eingesetzt.
Bei der Copa América 2019 war er Teil des Turnier-Kaders und kam hier in allen Spielen der Mannschaft zum Einsatz. Danach dauerte es zwei Jahre bis zu seinem nächsten Einsatz, einem Qualifikationsspiel für die Weltmeisterschaft 2022. Direkt danach ging es für ihn und seine Mannschaft zur Copa América 2021, bei der er eingesetzt wurde. Bei der WM-Qualifikation, welche erfolgreich für seine Mannschaft abgeschlossen wurde, wirkte er ebenfalls mit. Im November 2022 wurde er für Ecuadors Kader bei der Endrunde der Weltmeisterschaft 2022 nominiert.